# Path of Exile
Path of Exile (deutsch „Pfad des Exils“) ist ein über das Internet entgeltfrei spielbares Fantasy-Action-Rollenspiel des neuseeländischen Spieleentwicklers Grinding Gear Games, das am 23. Oktober 2013 für Microsoft Windows veröffentlicht wurde. Seitdem folgten in regelmäßigen Abständen diverse Erweiterungen und Umsetzungen für Xbox One (August 2017), PlayStation 4 (März 2019) und PlayStation 5 (September 2024). Die Spielmechanik orientiert sich stark an der von Diablo II.
Die Early-Access-Phase der Fortsetzung Path of Exile 2 wurde in der Vergangenheit immer wieder verschoben. Sie startete am 6. Dezember 2024 und soll mindestens 6 Monate dauern.

## Handlung
Zu Beginn des Spiels befindet sich der Spieler zusammen mit anderen vom Reich Oriath verbannten Strafgefangenen, den Verbannten, auf einem Gefangenenschiff. Anschließend über Bord geworfen, stranden sie an ihrem Verbannungsort, der Küste des verfluchten Kontinents Wraeclast. Dort treffen sie auf Banditen, wilde Tiere und allerlei Kreaturen, derer es sich zu erwehren gilt. Je weiter die Verbannten dabei in den Kontinent vordringen, desto mehr werden sie der Ebenholzlegion und deren konspirativen Plänen zur Wiederherstellung eines längst untergegangenen Reiches auf Wraeclast gewahr.

## Spielprinzip
Spielziel ist, dass der Spieler seine Spielfigur durch zehn „Akte“ mit steigendem Schwierigkeitsgrad voller Monster, wilder Tiere und Gegner führt.
Im Unterschied zu anderen Spielen des Genres setzt Path of Exile nicht auf Gold als Spielwährung, sondern auf diverse Items, sogenannte Währungsgegenstände. Mit diesen Gegenständen lässt sich vorhandene Ausrüstung auf vielfältige Art und Weise aufbessern, darüber hinaus dienen diese dem Handel mit den verschiedenen NPCs, sowie dem Handel mit anderen Spielern. Durch bestimmte Breakpoints in der Umwandlungskette dieser Gegenstände soll dem „Goldfarming“ effektiv entgegengewirkt werden.
Ein Kernelement des Spieles sind magische Edelsteine, die in gesockelten Gegenständen wie beispielsweise Rüstungen, Helmen, Schilden und Waffen eingefügt werden und dem Träger Fähigkeiten und Zauber verleihen. Jede so erlangte Fertigkeit lässt sich zudem mit sogenannten Unterstützungsedelsteinen weiter verändern und individualisieren. Die eingesetzten Edelsteine lassen sich zudem aufleveln und in andere gesockelte Gegenstände einfügen. Es gibt 4 Farben für Edelsteine, wovon 3 jeweils mit einem der drei Attribute verknüpft sind: Rot (Stärke), Grün (Geschicklichkeit) und Blau (Intelligenz) und die Farbe Weiß ohne Attributzuordnung. Jede dieser Edelsteine passt nur in einen jeweils gleichfarbigen Sockel, mit Ausnahme der Weißen, die in jeden beliebig gefärbten Sockel eingesetzt werden können. Ein Ausrüstungsgegenstand kann mehrere Sockel mit gleichen oder unterschiedlichen Farben haben. Zwischen den Sockeln können Verbindungen bestehen; nur so ist es möglich, einen Edelstein mit einem weiteren zu verstärken. Es ist mit speziellen Gegenständen möglich, die Menge, Farbe und Verbindung der Sockel zu beeinflussen, dies passiert nach dem Zufallsprinzip.
Eine weitere Besonderheit des Spiels ist sein ungewöhnlich großer und komplexer Fertigkeitenbaum (Passive Skill Tree) (PST), in dem sich aus insgesamt 1350 passiven Fertigkeiten und Kampftechniken die gewünschten auswählen lassen. Für jedes Level bekommt man einen Punkt, den man für eine Fertigkeit oder eine Erhöhung eines Statuswertes verwenden kann. Es ist außerdem möglich, für abgeschlossene Quests weitere Punkte zu bekommen. Es ist außerdem möglich, mit Refund Points eine bereits getroffene Entscheidung im PST rückgängig zu machen. Refund Points kann man als Questbelohnung oder durch spezielle Gegenstände bekommen. Alle Charakterklassen nutzen denselben Talentbaum, die Wahl der Klasse legt lediglich den Startpunkt innerhalb des Talentbaums fest. Daher können sämtliche darin enthaltenen Talente annähernd beliebig kombiniert werden, allerdings werden die Wege zu den einzelnen Talenten entsprechend länger und erfordern dadurch die Investition von mehr Talentpunkten.

## Entwicklung
Die Geschichte von Path of Exile begann, als eine kleine Gruppe von neuseeländischen Enthusiasten von den kommerziellen Spielen dieses Genres (Action-Rollenspiel bzw. Hack and Slay) enttäuscht war und entschied, ihr eigenes Spiel zu entwickeln. Dies blieb drei Jahre unbemerkt, bevor es am 1. August 2010 offiziell angekündigt wurde. Die Spieldesigner holten während der Entwicklungsphase viel Feedback und Verbesserungsvorschläge der Community über Foren oder per Direktanfragen zu speziellen Themen ein.
Am 23. Januar 2013 eröffneten die Entwickler mit Veröffentlichung der Version 0.10.0 die sogenannte offene Betaphase. Gegenüber der geschlossenen Testphase wurden sämtliche bestehenden Charaktere der Communitytester zurückgesetzt und der größte Teil der bisherigen Ausrüstungsgegenstände gelöscht. Allerdings wurde ebenfalls in der offenen Beta der Itemshop mit der Möglichkeit zum Erwerb kosmetischer Gegenstände geöffnet, womit das Geschäftsmodell in Kraft trat. Das Entwickler-Team gab weiterhin bekannt, dass für den Übergang zur finalen Version keine weitere Rücksetzung mehr geplant sei und seit Beginn der Open Beta erstellte Charaktere weiterverwendet werden könnten.
Am 26. September 2014 gab Grinding Gear Games in einer Pressemitteilung bekannt, dass die Spieleranzahl von Path of Exile auf mehr als sieben Millionen gestiegen ist.
Die Veröffentlichung der Version 3.15 mit dem Namen Expedition wurde für den 23. Juli 2021 angekündigt. Neben der neuen Spielmechanik der „Expedition“ wird während dieser Version auch die bereits 2018 eigentlich als Aprilscherz-Event angedachte Spielvariante „Royale“ für einige Zeit wiederbelebt. Die Royale-Spielvariante war, ähnlich wie bei anderen Royale-Spielen, ein rasantes PvP-Erlebnis, bei dem die Spieler auf einer schrumpfenden Insel um Gegenstände, Erfahrung und Überleben kämpften.

## Vermarktung
Path of Exile ist ein Free-to-play-Spiel und finanziert sich über Mikrotransaktionen. Dazu zählen erwerbliche Spielinhalte, wie etwa spezielle Animationen der Spielfiguren oder Zauber, Gegenstands-Auren, Account-Extras oder auch „Haustiere“. Somit decken die Mikrotransaktionen lediglich Komfort-Extras und Individualisierungsmöglichkeiten ab, was es nicht zu einem sogenannten Pay-to-win-Spiel macht, bei dem zahlende Spieler im Vergleich zu nichtzahlenden Nutzern deutliche Spielvorteile erwerben können. In der geschlossenen Betaphase ließ sich ein früher Betazugriff mit Kiwi als Charakter-„Haustier“ in verschiedenen Preisstufen käuflich erwerben.

## Rezeption
Das Spiel erhielt überwiegend positive Kritiken.

“Apart from the ongoing server issues and memory usage, I've had a fantastic time playing Path of Exile this week. I didn't really find the story behind the quests very appealing, but I don't think many people play action RPGs for the story. The art style and randomised maps gave me some serious D2 nostalgia, and the permanent character customisation options and ladder plans are the biggest things missing from Diablo III. In my opinion, Path of Exile is the sequel Diablo II deserved.”

„Abgesehen von den anhaltenden Serverproblemen und der Speicherbelegung hatte ich diese Woche beim Spielen von Path of Exile eine fantastische Zeit. Ich fand die Geschichte hinter den Quests nicht wirklich ansprechend, aber ich glaube nicht, dass viele Leute Action-Rollenspiele wegen ihrer Handlung spielen. Der künstlerische Stil und die zufallsgenerierten Karten haben in mir echte Diablo-2-Nostalgie ausgelöst und die permanenten Charakteranpassungsoptionen und die Ranglistenpläne sind die wichtigsten Dinge, die in Diablo 3 fehlen. Meiner Meinung nach ist Path of Exile der Nachfolger, den Diablo 2 verdient hätte.“

“Path of Exile has some unique problems of its own to sort out, as well. Dungeons in the game are programmed to reset automatically following a very short period of inactivity; this causes headaches when, after clearing the first part of a lengthy, multi-level map, you die and have to fight through the entire bottom floor again. […] I'm also not convinced that the game's current business model is sustainable. […] These guys have gone out of their way to avoid typical microtransactions — your bonus experience potions and the like — but I worry that not enough players will care about vanity items to keep the business afloat. I'd love to be proven wrong, though. But is Path of Exile a better game than Diablo III? I guess that depends on how you felt about Diablo. Personally, I enjoy both games for very different reasons, but I can see how fans of Diablo II might prefer Exile over Blizzard's most recent effort.”

„Auch Path of Exile muss einige einzigartige Probleme für sich selbst lösen. Die Dungeons sind so programmiert, dass sie sich bereits nach kurzer Zeit der Inaktivität von allein zurücksetzen; das verursacht Kopfschmerzen, wenn man nach dem Säubern der ersten Hälfte einer längeren Karte mit mehreren Ebenen stirbt und sich erneut durch den gesamten Eingangsbereich kämpfen muss. […] Ich bin auch nicht überzeugt, ob das Geschäftsmodell nachhaltig genug ist. […] Diese Jungs haben alles getan um typische Mikrotransaktionen – eure Bonuserfahrungspunkte und dergleichen – zu vermeiden, aber ich fürchte das reicht nicht aus den Laden am Laufen zu halten. Es würde mich freuen, wenn sich der Punkt als falsch erweisen würde. Aber ist Path of Exile das bessere Spiel im Vergleich zu Diablo 3? Ich denke, das kommt darauf an, was man von Diablo hält. Ich persönlich mag beide Spiele aus unterschiedlichen Gründen, aber ich kann nachvollziehen, warum Fans von Diablo 2 Exile gegenüber Blizzards jüngsten Bemühungen vorziehen könnten.“

## Trivia
Am 9. Januar 2025 ‚verstarb‘ der in Path of Exile 2 unter den weltweiten besten Spielern platzierte Charakter Elon Musks unwiederbringlich, während dieser ein auf X übertragenes Gespräch mit der AfD-Co-Vorsitzenden Alice Weidel führte. Dies führte zu spöttischen Kommentaren von Gaming-Streamern, da dies entweder die Steuerung des Charakters durch eine andere, mutmaßlich beauftragte Person oder aber das Spielen Musks während des medial und öffentlich weit rezipierten Gesprächs suggerierte.